# Kościół św. Anny w Tarnowie
Kościół św. Anny – kościół, który znajdował się w Tarnowie, u zbiegu dzisiejszych ulic św. Anny i św. Ducha. Rozebrany na początku XIX wieku. 

## Historia
Na początku XVI wieku wybudowano niewielki drewniany kościół, którego fundatorem był tarnowski mieszczanin Adam Eberhard. W połowie XVII wieku dzięki staraniom tarnowskiego wójta Kiliana Bałkowicza świątynia drewniana została zastąpiona murowaną. Na początku XIX w. decyzją władz austriackich kościół został rozebrany.
W 2001 roku, w miejscu, na którym znajdował się kościół, zrekonstruowano zarysy fundamentów murowanej świątyni.